# San Michele Arcangelo a Pietralata
San Michele Arcangelo a Pietralata är en församlingskyrka i Rom, helgad åt den helige Ärkeängeln Mikael. Kyrkan, som konsekrerades år 1948, är belägen i kvarteret Pietralata i nordöstra Rom. Kyrkan ritades av arkitekten Tullio Rossi.

## Diakonia
San Michele Arcangelo a Pietralata är sedan år 1965 titeldiakonia.
Kardinaldiakoner
- Joseph-Léon Cardijn: 1965–1967
- Vakant: 1967–2003
- Javier Lozano Barragán: 2003–2014; kardinalpräst av Santa Dorotea från 2014
- Michael Czerny: 2019–